# Leonard Boyarsky
Leonard Boyarsky är en amerikansk datorspelsdesigner och konstnär mest känd för att vara en av formgivarna bakom datorspelen Fallout och Diablo III. Har tidigare arbetat på Interplay Entertainment, Troika Games och Blizzard Entertainment. Sedan 2016 arbetar Boyarsky på Obsidian Entertainment.

## Biografi

### Uppväxt
Efter att ha tagit en kandidatexamen i Illustration (på Cal State Fullerton) och en kandidatexamen i Fine Art (på Art Center College of Design), arbetade Boyarsky som en frilansande konstnär för Interplay Entertainment och Maxis 1992.

### Interplay Entertainment (1992-1998)
Efter en del frilansarbete för Interplay (Rags to Riches: The Financial Market Simulation och Castles II: Siege and Conquest) anställdes han som art director, lead artist och formgivare/författare. Hans första jobb som lead artist var datorspelet Stonekeep som släpptes 1995. Två år senare blev han färdig med sitt arbete med Fallout, där han tog fram spelets typiska 50-talsstil, de humoristiska Vault Boy-bilderna på olika färdigheter samt det ovanliga slutet. Han arbetade även en del med spelets dialoger. Innan Boyarsky lämnade Interplay för att bilda Troika Games med Tim Cain och Jason D. Anderson, tog han fram huvuddragen för handling och gameplay för Fallout 2 år 1998.

### Troika Games (1998-2005)
Boyarsky hade flera olika roller på Troika Games, bland annat projektledare, art director, författare/formgivare och VD.
Under utvecklingen av deras första projekt, Arcanum: Of Steamworks and Magick Obscura, fyllde Boyarsky samma roller som under utvecklingen av Fallout. Han var projektledare och art director under utvecklingen av företagets sista spel, Vampire: The Masquerade - Bloodlines, som släpptes 2004. Han arbetade också med ett icke namngivet postapokalyptiskt spel som aldrig släpptes på grund av ekonomiska problem. Dock släpptes senare en demonstrationsvideo av spelmotorn till allmänheten.
När Troika lades ner år 2005 tog han ett år ledigt på grund av utbrändhet. Han fick sedan en förfrågan från Blizzard Entertainmentom att jobba med handlingen och rollspelselementen till Diablo III.

### Blizzard Entertainment (2006-2016)
Boyarsky arbetade som lead world designer för Diablo III på Blizzard Entertainment.

### Obsidian Entertainment (2016-nutid)
13 April 2016 blev det känt att Boyarsky lämnat Blizzard och anställts hos Obsidian Entertainment. Därmed återförenas Boyarsky med Tim Cain vilka tidigare arbetade tillsammans under tiden på Interplay Entertainment och Troika Games.

## Citat
När han fick frågan om varför han lämnade Interplay, svarade Boyarsky att:
| ” | Interplay had been a great place to work, and we felt that it was losing a lot of what we felt was great about it, and that they were making a lot of bad decisions that would destroy the company. We were about five or six years early on that, but we saw the writing on the wall. If Baldur's Gate hadn't hit big, Interplay might well have imploded much earlier, but we left about a year before BG was even released. | „ |

Efter att rättigheterna till Fallout köptes upp av Bethesda Softworks sade han (2004):
| ” | To be perfectly honest, I was extremely disappointed that we did not get the chance to make the next Fallout game. This has nothing to do with Bethesda, it's just that we've always felt that Fallout was ours and it was just a technicality that Interplay happened to own it. It sort of felt as if our child had been sold to the highest bidder, and we had to just sit by and watch. Since I have absolutely no idea what their plans are, I can't comment on whether I think they're going in the right direction with it or not. | „ |